# Rifugio Vittorio Sella
Das Rifugio Vittorio Sella (ital.) oder Refuge Vittorio Sella (frz.), auch Rifugio Sella al Lauson (ital.) oder Refuge Sella au Lauson (frz.), ist eine Schutzhütte der Sektion Biella des Club Alpino Italiano (CAI). Sie ist in den Sommermonaten bewirtschaftet und liegt auf 2585 m s.l.m. in den Grajischen Alpen der norditalienischen Region Aostatal und gehört zur Gemeinde Cogne im gleichnamigen Tal im Nationalpark Gran Paradiso.

## Geschichte
Eines der Gebäude der Schutzhütte ist als Jagdhaus des italienischen Königs Viktor Emanuel II. entstanden, später umgebaut und erweitert worden. Benannt ist die Schutzhütte nach Vittorio Sella, Alpinist (erste Winterüberschreitung des Matterhorns, erste Winterbesteigung der Dufourspitze), Forscher und Begründer der italienischen Bergfotografie.

## Zugang
- Ab Valnontey (Cogne), (2,5 Stunden)

## Übergänge
- Die Sella-Schutzhütte liegt am Höhenweg Nr. 2 des Aostatals.
- Übergang zum Viktor-Emanuel II.-Shutzhütte
- Übergang zum Chabod-Shutzhütte

## Gipfelbesteigungen
- Grivola, 3969 m